# 达尔文电波
《达尔文电波》（英語：Darwin's Radio）是由葛瑞格·貝爾作于1999年的一篇科幻小说。小说获得了2000年度的星云奖和努力奖；也曾获同年度的雨果奖和坎贝尔奖的提名。
2003年，出版了该书续作《达尔文孩童》。

## 故事简介
在小说中，一种新型内源性逆转录酶：SHEVA出现了。这种酶能在子宫内将孕育的人类加速进化至下一世代，形成新的物种。
作为人类基因组构成部分的未编码DNA序列被称为内含子。在《达尔文电波》中，这些”无意义“序列的特定部分——史前逆转录酶病毒的残余，被激活（成为SHEVA）并转换形成了大量的大型蛋白质络合物（LPCs: large protein complexes）。
SHEVA的激活以及由之引致突发的新物种形成，被假设为由一个能觉察到改变需求的复杂基因网络所控制，亦或是人类对人口爆炸的适应性反应。这种疾病，或毋宁说是：基因活化，由男人向女人横向传递，类同于STD（性传播疾病）。一旦怀孕，染上SHEVA的妇女在头三个月（第一季）会流产出一个有着多于两个卵巢的畸形女性胎儿。这个“第一阶段胎儿”会留下一个拥有52对染色体，而非所有现代人类通常具有46对染色体的受精卵。
在二阶段妊娠（52对染色体受精卵造成的妊娠）的第三季（第三个3个月），父母双方也会进入一个新物种成形前的青春期，为他们新生儿的降临做好自身的准备。面部原先皮肤的底层出现色素沉淀，老皮像面具一样剥落。发声器官和嗅腺分别变得更敏锐，以适应新形态的交流。第一例SHEVA在美国出现后的一年多时间里，没有第二阶段胎儿活着出生的记录。新人类物种对各类疱疹高度敏感，且无法由感染过多种病毒中任意一种的母亲成活生产，这些病毒包括埃-巴二氏病毒和水痘，这样就排除了95%的女性人口。分娩时使用的麻醉剂和催产素对婴儿也是致命的。所以，虽然很多妇女感染并激活了SHEVA，却很少有人能成功分娩存活的婴儿，导致了现代人类向新人类物种的转变十分缓慢。
针对SHEVA，国际上成立了一个特别行动小组来应对，小组与疾病控制预防中心（CDC）联合工作，以期找出疫苗。因为这种”疾病“，被称为”希律王流感“，已经存在于地球上每个人的基因中，所以只有两种选择：要么找出激活SHEVA基因的信号来抑制其被激活，要么就流产掉第二阶段胎儿。由于”缺失的环节"信号分子的迅速变异，使得阻止基因活化变得无法实行。第二种选择：流产，已然是一个争议性的问题，并且免费分发RU 486（一种堕胎药）的议案遭遇了巨大的社会动荡，进一步加剧了社会混乱的现象。普通大众认为政府要么对难以计数的婴儿死亡根本不予重视，或者就是已经有了治疗的方法但拒绝公开。作为回应，政府研究机构被迫贸然进行只具可能性的治疗试验，且因为大众潜在可能的反应，没能去寻求将SHEVA归于“疾病”范畴之外的解释。直到存活的第二阶段婴儿出生，SHEVA是进化的一部分而不是一种疾病的观念才开始从一些封闭的地区产生。